# CO Весов
CO Весов (лат. CO Librae) — одиночная переменная звезда в созвездии Весов на расстоянии (вычисленном из значения параллакса) приблизительно 24178 световых лет (около 7413 парсеков) от Солнца. Видимая звёздная величина звезды — от +15,9m до +14,9m.

## Характеристики
CO Весов — пульсирующая переменная звезда типа RR Лиры (RR).